# Mbulaeni Mulaudzi
Mbulaeni Mulaudzi (Muduluni, 8 de setembro de 1980 – Emalahleni, 24 de outubro de 2014) foi um meio-fundista sul-africano, campeão mundial dos 800 metros em Berlim 2009  e medalhista olímpico em Atenas 2004.
Medalha de ouro dos 800 m no Campeonato Mundial de Atletismo de 2009, medalha de bronze nos Jogos Olímpicos de Atenas e campeão mundial indoor no Campeonato Mundial de Atletismo em Pista Coberta de 2004 em Budapeste, em 2006 ele foi o primeiro do ranking desta modalidade, o primeiro sul-africano negro a alcançar esta posição. Mulaudzi morreu num acidente de automóvel em 2014 na África do Sul, a caminho da Federação de Atletismo do país. Sua morte, aos 34 anos, causou consternação nacional, com o então presidente Jacob Zuma declarando que "a nação havia perdido um herói e que ele havia carregado a bandeira sul-africana através do atletismo internacional". O Comitê Olímpico Internacional publicou uma declaração lamentado a morte e expressando "simpatia e solidariedade com a comunidade esportiva da África do Sul e com os familiares do atleta".